# Tünde Csonkics
Tünde Csonkics (ur. 20 września 1958) – węgierska szachistka i sędzia klasy międzynarodowej (International Arbiter od 1992), arcymistrzyni od 1990 roku.

## Kariera szachowa
W 1979 r. zwyciężyła w kołowym turnieju w Nałęczowie. Wkrótce awansowała do ścisłej czołówki węgierskich szachistek. W 1980 r. zadebiutowała w narodowym zespole na szachowej olimpiadzie w Valletcie, gdzie węgierskie szachistki zdobyły srebrne medale. W 1981 r. podzieliła III m. (Dusicą Cejić i Eliską Richtrovą, wspólnie z m.in. Agnieszką Brustman) w Nowym Sadzie, a na kolejnej olimpiadzie (Lucerna 1982) zdobyła drugi drużynowy medal – brązowy. W 1991 r. zakwalifikowała się do rozegranego w Suboticy turnieju międzystrefowego (eliminacji mistrzostw świata), dzieląc XVII miejsce. W latach 1992 (w Manili) i 1994 (w Moskwie) wystąpiła na dwóch kolejnych szachowych olimpiadach, w 1994 r. zdobywając trzeci w karierze medal (srebrny). W 1995 r. zdobyła w Budapeszcie tytuł indywidualnej wicemistrzyni Węgier. W kolejnych latach nie osiągnęła już znaczących szachowych sukcesów, a od 2002 r. nie startuje w turniejach klasyfikowanych przez Międzynarodową Federację Szachową.
Najwyższy ranking w karierze osiągnęła 1 stycznia 1990 r., z wynikiem 2370 punktów dzieliła wówczas 13-15. miejsce na światowej liście FIDE, jednocześnie zajmując 5. miejsce wśród węgierskich szachistek.